# Menifee
Menifee ist eine Stadt im Riverside County im US-Bundesstaat Kalifornien mit 102.527 Einwohnern (Stand: Volkszählung 2020) und einer Größe von 120,711 km².
Die Stadt wurde 2008 durch Zusammenschluss der Census-designated places Menifee, Sun City, Quail Valley, Paloma Valley und Teilen von Romoland gegründet.

## Geografie
Menifee liegt im Westen des Riverside Countys in Kalifornien, USA. Im Norden, Westen und Süden grenzt die Stadt an Perris, Canyon Lake, Lake Elsinore, Murrieta und Wildomar. Im Osten und Nordosten liegt gemeindefreies Gebiet. Das Zentrum von Menifee befindet sich an der Kreuzung von Newport Road und Interstate 215.
Menifees Einwohnerzahl beträgt 77.519 (Stand: 2010), das Stadtgebiet erstreckt sich auf einer Fläche von 120,711 km², wovon 120,345 km² Land- und 0,365 km² Wasserfläche sind.

### Transport
Die wichtigsten Straßen in Menifee sind die Interstate 215 und die 2011 fertiggestellte Newport Road, die Canyon Lake mit der Interstate verbindet. Der Bau einer weiteren Straße entlang der Interstate ist bereits im Gange.
Menifee liegt ungefähr eine Stunde Fahrtzeit östlich vom Orange County, 90 Minuten südöstlich von Los Angeles und eine Stunde nördlich von San Diego.

### Klima
Das Klima in Menifee ist mediterran. Sonnenschein ist das ganze Jahr über mit durchschnittlich 263 Sonnentagen und nur 35 Regentagen sehr häufig.
Von April bis November ist es meist heiß und trocken; die durchschnittlichen Höchsttemperaturen liegen zwischen 28 und 38  °C, die Tiefsttemperaturen bei 0 bis 10  °C. Anstiege über 38  °C sind hierbei keine Seltenheit, so beträgt die höchste bisher in Menifee gemessene Temperatur 46  °C; sie stammt aus dem Jahr 1998. Meistens ist der Juli der wärmste Monat.
Im Gegensatz hierzu ist die Zeit von November bis März weniger warm, der kälteste Monat ist in der Regel der Dezember. Die niedrigste gemessene Temperatur wurde in Menifee 1976 erreicht und betrug −10  °C. Daneben ist in dieser Phase Regen am wahrscheinlichsten. Zeitweise können sich im Winter große Sandstürme entwickeln. Der Februar ist im Durchschnitt der regnerischste Monat des Jahres.
|                        | Jan  | Feb  | Mär  | Apr  | Mai  | Jun  | Jul  | Aug  | Sep  | Okt  | Nov  | Dez  |   |       |
| Mittl. Temperatur (°C) | 10,9 | 11,3 | 13,6 | 15,7 | 18,9 | 22,0 | 26,1 | 26,3 | 24,0 | 18,6 | 14,4 | 10,4 | ⌀ | 17,7  |
| Mittl. Tagesmax. (°C)  | 19,5 | 19,3 | 21,9 | 24,0 | 28,0 | 31,6 | 36,1 | 36,6 | 34,4 | 28,0 | 23,9 | 18,8 | ⌀ | 26,9  |
| Mittl. Tagesmin. (°C)  | 3,6  | 4,4  | 6,4  | 8,6  | 11,9 | 14,4 | 18,1 | 17,8 | 15,6 | 11,1 | 6,6  | 3,6  | ⌀ | 10,2  |
|                        |      |      |      |      |      |      |      |      |      |      |      |      |   |       |
| Niederschlag (mm)      | 50,3 | 58,9 | 19,0 | 14,6 | 5,3  | 0,1  | 5,0  | 1,4  | 2,6  | 16,0 | 22,0 | 57,7 | Σ | 252,9 |

| 3,6 |

| 4,4 |

| 6,4 |

| 8,6 |

| 11,9 |

| 14,4 |

| 18,1 |

| 17,8 |

| 15,6 |

| 11,1 |

| 6,6 |

| 3,6 |

| 3,6 |

| 4,4 |

| 6,4 |

| 8,6 |

| 11,9 |

| 14,4 |

| 18,1 |

| 17,8 |

| 15,6 |

| 11,1 |

| 6,6 |

| 3,6 |

## Geschichte
Das heutige Menifee war ursprünglich vom Indianerstamm der Luiseño bewohnt. Im 18. Jahrhundert wurde das Gebiet von Spaniern erobert und 1850 im Mexikanisch-Amerikanischen Krieg von Mexiko an die USA abgetreten.
In der Mitte des 19. Jahrhunderts nahm die Landwirtschaft einen großen Stellenwert ein. Ab den frühen 1880er Jahren spielte daneben der Bergbau eine wichtige Rolle, nachdem Luther Menifee Wilson zuvor eine Quarzader entdeckt hatte. Nach ihm ist Menifee heute benannt.
In den frühen 1960er Jahren begann sich das Gebiet von Sun City aus weiterzuentwickeln. Dies geschah durch Del Webb, der zur damaligen Zeit das Konzept der als Sun Citys bezeichneten Rentnerstädte zu etablieren begann. Sun City in Kalifornien ist heute ein Teil von Menifee.
Um 1990 herum wuchs Menifee als Planstadt weiter. Der Mangel an Arbeitsplätzen im Industriesektor und ein starker Einzelhandel sorgen heute dafür, dass viele Bewohner in anderen Städten wie Temecula oder Murrieta arbeiten. In letzter Zeit sind in Menifee zahlreiche neue Häuser, Seen und Unterkünfte angelegt worden. Auf diese Weise konnten viele neue Bewohner aus dem restlichen Inland Empire und Los Angeles angelockt werden.
Am 3. Juni entschieden sich die Bewohner der Census-designated places Menifee, Sun City, Quail Valley, Paloma Valley und Teilen von Romoland, ihre Heimatorte zur City of Menifee zusammenzulegen. Diese Änderung ist seit dem 1. Oktober 2008 wirksam; Menifee ist seitdem die 26. Stadt im Riverside County.

## Politik
Das Menifee Valley stellt eine streng konservative und republikanische Region im südkalifornischen Inland Empire dar.

## Söhne und Töchter der Stadt
- Paul Banke (* 1964), Boxer